# Florentin Behm
Johan Erik Florentin Behm, född 27 juni 1838 i Sörviken, Brunflo socken, död 15 november 1915 i Önsta, Norderöns socken, var en svensk lantmätare och botaniker. Han var far till Alarik Behm.
Florentin Behm var son till kommissionslantmätaren Hans Fredrik Behm. Han blev 1863 student vid Uppsala universitet och studerade en tid botanik men övergick snart till faderns yrke, avlade lantmätarexamen 1866. 1872 blev Behm vice och 1888 ordinarie kommissionslantmätare i Jämtlands län. Hans stora intresse förblev dock botaniken och under sina många tjänsteresor i Jämtland och Härjedalen blev han snart en god kännare av landskapens flora och utgav ett flertal arbeten i ämnet, bland annat Anteckningar till Jemtlands flora (1881) och det av Karl Fredrik Dusén understödda Bidrag till Helsingland och Herjedalens flora (1880). Behm genomförde även exkursioner i Norge bland annat på Dovre fjäll och i Finnmarken och besökte Spetsbergen.